# Erythemis vesiculosa
Erythemis vesiculosa (Fabricius, 1775) é uma libélula da família Libellulidae distribuída por toda a América, desde o sul dos Estados Unidos até o norte da Argentina, incluindo ilhas do Caribe e o Brasil.  As libélulas desempenham um importante papel ecológico, como  predadores, tanto na fase adulta quanto na larval, consomindo uma grande quantidade de insetos; como presas de pássaros, peixes, répteis, anfíbios e artrópodes; e como bioindicadores para avaliação da qualidade da água doce e monitoramento da conservação de zonas úmidas. 

## Etimologia
Erythemis – (Hagen, 1861), do grego e̍rythrós, vermelho, e Themis, deusa grega da ordem e da justiça. Presume-se que Hagen escolheu Themis, tanto para respeitar a moda vigente à época, que consistia em dar nomes relacionados à mitologia, quanto por ser particularmente bem adaptada à taxonomia, a ciência que visa descrever, ordenar e classificar famílias, gêneros e espécies. O qualificador vermelho, se explica pelo fato de Hagen ter incluído neste novo gênero três espécies cujos abdômens masculinos são vermelhos ou ferruginosos. 

Vesiculosa – no latim vesicula é o diminutivo de vesica, que significa bexiga. Portanto, vesícula significa literalmente pequena bexiga ou pequena bolha. O termo é usado para descrever pequenos sacos ou cavidades membranosas encontradas em órgãos e células.  A base do abdômen da espécie é semelhante a uma vesícula, pois os três primeiros segmentos são curtos e um pouco inflados e o quarto está contraido.  

## Morfologia
Adultos apresentam envergadura alar de 56 a 60 milímetros, com abdômen de 40 a 43 milímetros e asa posterior de 38 a 40 milímetros. Ângulo externo do fêmur posterior com três espinhos longos e robustos, seguidos por espinhos curtos, médios ou apenas espinhos curtos. Apêndice abdominal superior reto em vista lateral, com a face posterior curva e os dentes ventrais estendendo-se além do ápice do apêndice inferior. Carena dorsal do décimo segmento abdominal presente. Lobo genital com constrição acentuada em sua base. Pênis com lobo estendido posteriormente mais que o lobo, gancho trapezoidal, largo e curto, com borda posterior truncada. Córnua paralela ao eixo transversal da vesícula espermática, com lobos fundidos ao ápice, e não cobertos por lobos laterais em vista lateral. Plano radial com células duplas. A mancha basal escura na asa anterior não atinge a primeira veia antenodal, a nervura transversa da veia média posterior, a veia anterior anal ou as últimas fileiras de células até o ângulo anal. Os dentes ventrais no cerco do macho estão além do ápice do epiprocto. Lobo posterior da vesícula espermática ausente. Gancho bilobado, triangular ou trapezoidal, e não perpendicular ao eixo longitudinal da vesícula espermática. 

Macho – fronte amarela ou verde. Vértice amarelo ou verde com uma faixa preta na margem anterior. Lábio amarelo. Tórax verde, dorso do abdômen verde com marrom escuro (macho sexualmente imaturo) ou preto (macho maduro), segmentos 8 a 10 do adômen pretos ou marrom escuro, com manchas, com pruiniscência. Fêmur marrom ou com a região anterior marrom e a posterior preta; com a região anterior amarelo-esverdeada e a posterior marrom; com região anterior amarelo-esverdeada e posterior preta; verde com manchas vermelho-acastanhadas ou com região anterior verde e posterior marrom. Tíbia marrom ou preta. Abdômen verde com pequenas manchas pretas, coberto em algumas áreas com pruiniscência. Apêndices abdominais verdes com amarelo ou apenas verdes acima e marrons ou pretos abaixo. Asas com uma mancha basal amarela e ápices esfumaçados ou hialinos.

Fêmea – o lábio é amarelo e a fronte é verde ou amarela. O vértice é verde com manchas amarelas, completamente verde ou amarelo. O tórax é completamente verde ou verde com manchas amarelas. A tíbia é completamente preta, o fêmur é preto com manchas amarelas e verdes, com manchas marrons ou pretas. O abdômen é verde com listras pretas em cada segmento abdominal. O apêndice abdominal é marrom, amarelo com manchas marrons, com reflexos vermelhos, ou o membro superior é verde e a asa inferior é marrom. As asas têm uma mancha basal amarela e um ápice hialino ou esfumaçado. O pterostigma é completamente marrom ou amarelo com uma margem costal marrom.   

Larva – as características que diferenciam a larva de Erytemis vesiculosa das larvas das outras espécies do gênero estão relacionadas à presença de 16 cerdas no pré-mento e oito cerdas palpais; o espinho lateral do nono segmento abdominal ser bastante reduzido; e os cercos atingirem mais da metade do comprimento do epiprocto.  

## Distribuição geográfica
E. vesiculosa ocorre em ambientes de água parada ou de fluxo lento - em áreas abertas com vegetação emergente. É uma libélula de ampla distribuição geográfica  que ocorre na América do Norte, nos EUA (Oklahoma, New Mexico, Colorado, Kansas, Alabama, Texas, Arizona, Florida, Missouri, California, Arkansas, Tennessee) e México, na América Central, incluindo as Antilhas, e na América do Sul até o norte da Argentina, exceto no Chile. No Brasil, ocorre em todos os biomas e em todas as bacias hidrográficas.  

## Ecologia
habita lagos, lagoas, pântanos e remansos em riachos, temporários ou perenes e alagados de áreas antropogênicas, como arrozais e tanques. Seu período de atividade é das 9:00 às 16:00 horas, com pico entre às 13:00 e 14:00 horas, quando exibem voos amplos e unidirecionais. Os machos se empoleiram, principalmente nos galhos mais baixos da vegetação ou no solo, e é comum vê-los com as asas inclinadas para a frente para neutralizar o calor, enquanto observam as fêmeas depositando ovos na água. A caça de alimento e a cópula,  incluem aspectos como a agressão heteroespecífica na defesa de territórios por machos contra outros machos de sua própria espécie ou de outras Libellulidae e canibalismo. Essas libélulas são predadoras vorazes  e podem se alimentar de borboletas e de outras Libellulidae, como Dasythemis esmeralda. As fêmeas depositam os ovos dando batidas rápidas com o ápice do abdômen na superfície da água. Em adultos dessa espécie, encontrados em um campo agrícola em Porto Rico, foi descoberto o primeiro mastrevírus, provavelmente transmitido por algum dos insetos que preda.   